# Скриньки
Скриньки — логічна картярська гра. Суть гри полягає в збиранні карт у себе, вгадуючи їх у суперників за допомогою спеціальних запитань.
У грі може використовуватися як колода з 52 карт, так і з 36. Участь беруть від 2 до 6 гравців. Мета гри — накопичити більшу, ніж у кожного з суперників, кількість четвірок карт однієї гідності, «скриньок» (може бути й не один переможець). Програють ті гравці, у кого «скриньок» менше.

## Правила гри
Кожному гравцеві роздаються по колу по одній карті і так до того, поки у всіх гравців не буде по 4 карти на руках. Гравці по черзі задають питання(у яких сказано масть карти та назву)своїм суперникам і, в разі ствердних відповідей, можуть забирати деякі їхні карти собі. Гравця, що питає, назвемо «активним».
Гравець запитує у наступного гравця за годинниковою стрілкою (в деяких варіантах правил — у будь-якого іншого гравця), чи є у нього карти з тією чи іншою визначеною властивістю. Можливі типи запитань:
- про наявність карт тієї чи іншої гідності (тузи, дами, шістки і т. ін.).
- про кількість карт цієї гідності (зазвичай потрібно назвати число від 1 до 3).
- про колір мастей цих карт (наприклад, «дві чорні»)
- про набір мастей цих карт (потрібно перерахувати всі масті карт потрібної гідності у суперника)

Якщо відповіддю на запитання є «ні», то гравець, що питав, бере карту з колоди, і хід переходить наступному гравцеві за годинниковою стрілкою. У випадку ствердних відповідей активний гравець продовжує задавати питання. При відповіді на останнє запитання (про точний набір карт конкретної гідності у конкретного гравця) активний гравець забирає ці карти собі.
Після «виграшу» карт активний гравець зобов'язаний знову запитати у наступного гравця за годинниковою стрілкою. Якщо у активного гравця, чи у наступного за годинниковою стрілкою гравця не залишилось жодної карти для задавання за нею питання чи відповіді на питання опонента, він бере одну карту з колоди. Коли у гравця накопичується 4 карти однієї гідності, «скринька», він зобов'язаний їх викласти з руки (за домовленістю між гравцями показувати чи ні, яку гідність зібрано в «скриньку»).

## Варіації в правилах
- В деяких варіантах на початку гри всі карти роздаються гравцям. У цьому випадку право запитань переходить без взяття додаткових карт.
- Запитування про гідність карт, яких нема у себе на руках, може бути заборонено чи дозволено.
- (Відповідно) Запитування, не маючи карт на руках, може бути заборонено чи дозволено.
- Запитання мають іти за вказаним порядком, чи деякі можуть пропускатися.

Вже описані:
- запитувати у наступних по колу гравців по черзі чи в довільному порядку
- показувати чи ні зібрану «скриньку».